# クヴェール・ラースロー
クヴェール・ラースロー（ハンガリー語: Kövér László、ハンガリー語発音: [ˈkøveːr ˈlaːsloː]、1959年12月29日 - ）は、ハンガリーの政治家。2012年と2024年の2度、同国大統領代行を務めている。同国与党であるフィデスの創設メンバーの一人であり、2000年には短期間、フィデスの党首を務めた。

## 経歴

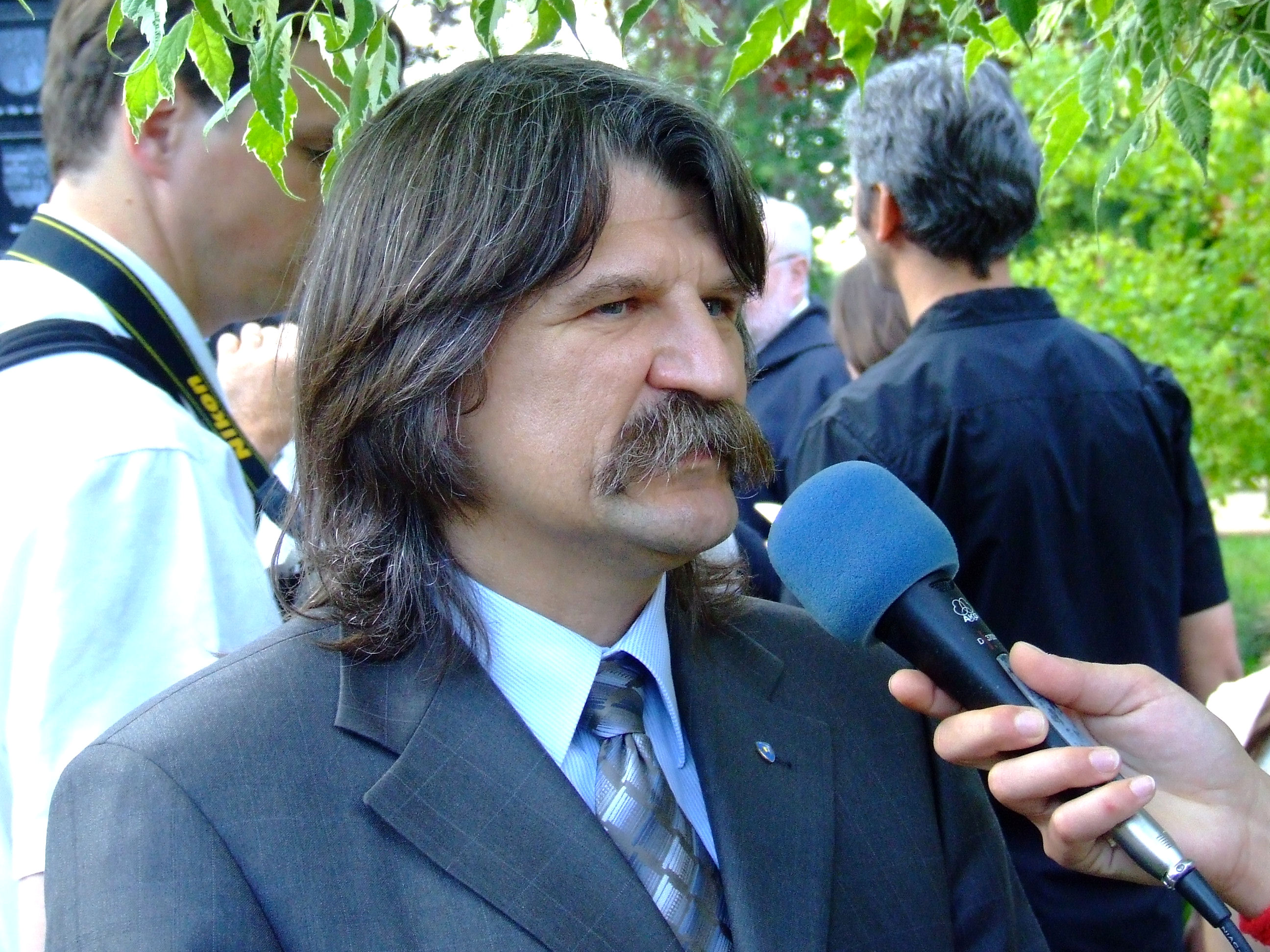
2007年

ヴェスプレーム県パーパ出身。鍵屋を営む両親の元で生まれ育った。父方の祖父は大工であったが、後にハンガリー社会主義労働者党党員となっている。1990年の当選時から国民議会議員を務め、1998年から2年間、オルバーン・ヴィクトル内閣で民間情報担当大臣を務めた。
2006年の議会選挙の後、フィデスが二度目の選挙に敗れたとき、クヴェールは党が再び政権を樹立できるようになるまで髪を切らないと誓った。2010年5月14日、クヴェールは第6期議会の開会日に短髪で登場した。2017年1月、クヴェールはトレードマークであった口髭を剃っている。
2013年9月、クヴェールはラジオのインタビューで、将来的に「日常的な課題をより効果的に処理し、政令で決定を促進するために、議会は内閣に広範な立法権を与えるべきだろう」と語った。
ハンガリー社会党はこの発言を元に、辞任要求した。野党のヨッビクは「クヴェールの発言はハンガリー人民共和国の再来を示唆している」と批判。
2016年5月11日に来日し、参議院議員団との会談を行った他、安倍晋三内閣総理大臣（当時）への表敬訪問を行った。
2019年にブダペストメトロポリタン大学で行った講演では、クヴェールが同性愛者の養子縁組願望はペドフィリアと同じことであると述べた。クヴェールの発言に対し、中道左派野党やLGBT団体から強く非難された。議員のサボー・ティーメアも恥ずべきことと評した。
2020年2月にハンガリー民間諜報機関の非公開30周年記念行事で関係者と対談した際、「野党はこの国にとって国家安全保障上の最大の脅威であり、大半の富裕層は、国家を放棄し国家としての自己を卑下するという政治的伝統に基づいて行動している」と秘密裏で録音されていた。
1度目は2012年にシュミット・パールが汚職疑惑で辞任した時、2度目はノヴァーク・カタリンが性的虐待の罪で懲役8年の実刑判決を受け投獄されていた男性を恩赦したとして辞任した時に、ハンガリー基本法第14条に基づいて、大統領代行へ就任している。